# عداد (النادرة)

تعديل مصدري - تعديل

عداد محلة تابعة لقرية سارة، التابعة لعزلة الفجرة بمديرية النادرة إحدى مديريات محافظة إب في الجمهورية اليمنية، بلغ تعداد سكانها 26 حسب تعداد اليمن لعام 2004.